# Schwedische Auswanderung in die Vereinigten Staaten

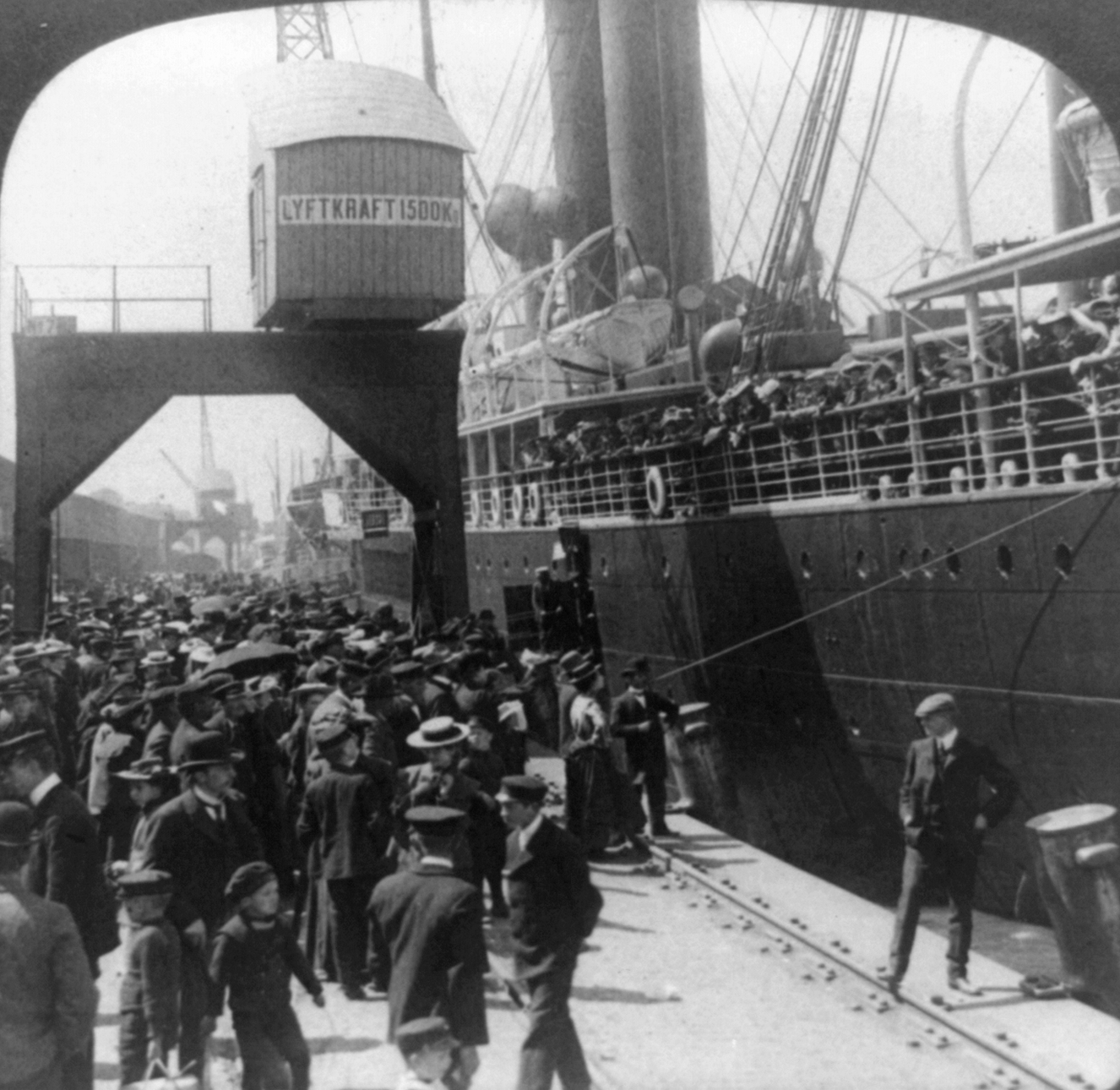
Schwedische Auswanderer besteigen 1905 in Göteborg ein Schiff

Die Auswanderung von Schweden in die Vereinigten Staaten und zuvor in die Kolonien Nordamerikas begann im Jahr 1638, hatte ihren größten Umfang im 19. und frühen 20. Jahrhundert und endete nach dem Ersten Weltkrieg weitgehend. Zwischen 1840 und 1930 wanderten über 1,2 Millionen Schweden in die Vereinigten Staaten aus.

## Geschichte
Im Jahr 1638, also 18 Jahre nach Landung der Mayflower, sandte das Königreich Schweden als damalige europäische Großmacht Siedler an die Atlantikküste Nordamerikas, die eine Händlerkolonie gründen sollten. Diese Neuschweden genannte, etwa 500 Siedler umfassende Gründung am Unterlauf des Delaware River verloren die Schweden 1655 an die Republik der Vereinigten Niederlande, 1681 wurde das Gebiet in die Dreizehn Kolonien integriert. Einige schwedische Siedler blieben dort, sodass bis ins 19. Jahrhundert eine schwedische Sprachinsel bestand. Im weiteren 17., 18. und frühen 19. Jahrhundert versiegte die Einwanderungsbewegung, da die Verhältnisse des Landes, das sich als Großmacht zurückgezogen hatte, weitgehend stabil waren. Nur vereinzelt wanderten Schweden aus Gründen des Handels oder um Abenteuer zu suchen aus. Im Amerikanischen Unabhängigkeitskrieg dienten tausende Schweden auf der Seite der Vereinigten Staaten; Hans Axel von Fersen insbesondere zeichnete sich in der Schlacht bei Yorktown aus.
Die wechselnde Stärke der Migrationswellen des 19. und 20. Jahrhunderts reflektiert die jeweiligen Bedingungen in beiden Ländern. Ab 1820 kam es in Schweden aufgrund einer geringeren Sterblichkeitsrate und aufgrund der Fortschritte der Medizin zu einem starken Anstieg der Bevölkerung und zu Landflucht, besonders aus Värmland und Småland; zwischen 1750 und 1850 hatte sich die Bevölkerungszahl in Schweden verdoppelt. Zudem war das Land stark von seiner Landwirtschaft abhängig und kaum industrialisiert; wegen der vorherrschenden Realteilung hatten viele Familien kein Auskommen. Deshalb setzte nach 1840 eine Massenauswanderung ein, die insbesondere in den 1860er Jahren stark zunahm. 1841 gründete Gustaf Unonius in Wisconsin im Waukesha County die erste schwedische Siedlung Nya Uppsala (Neu-Uppsala). 1845 ließ sich eine Gruppe schwedischer Bauern in Iowa nieder und nannte ihre Siedlung im Jefferson County New Sweden. Mitte der 1840er Jahre begannen Gruppen die Migration zu organisieren. 1500 religiöse Nonkonformisten aus Zentralschweden siedelten sich zwischen 1846 und 1850 in der Bishop Hill Colony im Henry County (Illinois) an. Diese erste Einwanderungswelle mit etwa 20.000 Menschen wurde vom Sezessionskrieg gestoppt.
Der Homestead Act, der 1862 in den USA in Kraft trat, erleichterte auch die Einwanderung aus der Alten Welt, die nach dem Ende des Sezessionskrieges 1865 wieder stärker wurde. Die meisten Menschen, die zwischen 1868 und 1914 Schweden verließen, gingen in die USA. Zwischen 1868 und 1873 wanderten aufgrund einer Hungersnot in Nordschweden und Finnland etwa 100.000 Menschen in die USA aus, hauptsächlich Bauern. Durch den Gründerkrach und die anschließende Große Depression in den Vereinigten Staaten ab 1873 verlangsamte sich die Auswanderung wieder. Die größte Migrationswelle war diejenige zwischen 1880 und 1893, als etwa 475.000 Menschen übersiedelten, neben Landarbeitern auch Holz-, Minen- und Fabrikarbeiter aus den Städten, da in Schweden die Prozesse Industrialisierung und Urbanisierung begonnen hatten. Die Wirtschaftsdepression in den USA 1893 und vergleichsweise gute Situation in Schweden verlangsamte die Einwanderung, die allerdings in den 1900er Jahren wieder anzog, mit 35.000 Einwanderern aus Schweden allein im Jahr 1903.
1908 wurde ein Bericht im Auftrag des schwedischen Reichstages publiziert, der Ursachen der Auswanderung (Armut, Unzufriedenheit) benannte. Daraufhin kam es zu Sozialreformen in Schweden, so wurden etwa das allgemeine Männerwahlrecht eingeführt, die Wohnqualität und die Volksbildung verbessert. Nach dem Ersten Weltkrieg, der die Migration gestoppt hatte, setzte sich die schwedische Auswanderung fort, kam aber allmählich zum Erliegen, insbesondere durch die Weltwirtschaftskrise Ende der 1920er Jahre.
Etwa 20 Prozent der Exilanten kehrten Anfang des 20. Jahrhunderts wieder zurück, insbesondere nach der Weltwirtschaftskrise; viele konnten beträchtliche Summen investieren, die sie in den Vereinigten Staaten erarbeitet hatten. Die Mehrheit blieb als Schwedenamerikaner dort. Seitdem immigrieren Schweden vor allem aus Gründen der Familienzusammenführung in die USA.

## Siedlungsschwerpunkte und Einflüsse

Verteilung von Amerikanern mit schwedischen Vorfahren im Jahr 2000

Die schwedischen Siedler brachten ab dem 17. Jahrhundert die Bauweise ihrer Holzhütten an die Ostküste Nordamerikas, die dort als Log Cabins weite Verbreitung fanden. Die Einwanderer seit den 1840er Jahren, insbesondere nach dem Homestead Act 1862, ließen sich vor allem im Mittleren Westen nieder, wo günstig Land zu erwerben war (Minnesota, Kansas, Illinois). Minnesota wurde zum „Schwedenstaat“ der USA. Rings um Chicago waren zeitweilig fast alle Landbesitzer schwedischer Herkunft, besonders hohe Bevölkerungsanteile hatte neben der Stadt Chicago Milwaukee. Bekannte Schwedenamerikaner sind der Ingenieur John Ericsson und der Flugpionier Charles Lindbergh. Um die Wende zum 20. Jahrhundert siedelten sich immer mehr schwedischer Einwanderer in den Städten der West- und Ostküste an, sodass um 1900 sechzig Prozent der Schwedenamerikaner in Städten lebten. Chicago war zeitweilig die Stadt mit den weltweit zweitmeisten Schweden (nach Stockholm). Um 1930 erreichte die Zahl der Schwedenamerikaner erster und zweiter Generation etwa 1,5 Millionen Menschen. Die Volkszählung 1990 ergab bei 4,7 Millionen Menschen eine schwedische Herkunft, was Rang 13 unter den Ethnien der USA bedeutet, von denen knapp 40 Prozent im Mittleren Westen, 30 im Westen und je 15 Prozent im Süden und Nordosten ansässig waren. Die Akkulturation verlief ohne größere Probleme, insbesondere in den nördlichen Staaten des Mittleren Westens, in denen eine protestantische, nordeuropäische Kultur vorherrschte und sich viele Schweden in der Nachbarschaft deutscher und skandinavischer Einwanderer bewegten. Als erster Schwedenamerikaner wurde John Lind 1886 in den Kongress der Vereinigten Staaten gewählt; wie die meisten von ihnen gehörte er der Republikanischen Partei an, während insbesondere in späteren Einwanderungswellen einige Anhänger der Arbeiterbewegung wie Joe Hill dazukamen. Viele der schwedenamerikanischen Politiker waren von progressiven Idealen und dem „Midwestern Populism“ geprägt.

## Erinnerungskultur
Im Haus der Auswanderer (Utvandrarnas hus) in Växjö (Småland) gibt es seit 1968 ein Dokumentationszentrum. Die touristische Strecke Utvandrarnas väg erinnert an die Zeit der Emigration. Auch Vilhelm Mobergs vierbändiger Roman Die Auswanderer (2002) setzt sich mit diesem Thema auseinander.